# Висман, Бернхард Петрович
Бернхард (Бернхардт) Петрович Висман (30 мая 1877, Рига — 5 ноября 1940) — полицмейстер Новониколаевска.

## Ранняя биография
Родился 30 мая 1877 года в Риге в семье малоимущих прибалтийских немцев.
Окончил городское училище, после которого в 1897 году поступил на службу в Митавский пехотный полк вольноопределяющимся, затем (уже в звании младшего унтер-офицера) получил образование в школе полицейских урядников в Санкт-Петербурге. Учился удовлетворительно, в период учёбы помогал сестре и матери, которые остались в Риге.
После завершения учёбы в школе урядников был отправлен на службу в Колывань Томской губернии, где сумел сразу отличиться — во время пожара предотвратил разграбление дома погорельца, одного из колыванских купцов. При этом в процессе тушения у Висмана сгорел левый рукав мундира. За самоотверженный поступок он получил благодарности от купцов и полицмейстера города, а также деньги «на постройку мундира» и премию в 3 рубля.
В 1904 году Висман поступил на должность околоточного надзирателя в Томске, менее чем через год он стал помощником полицейского пристава в Каинске. В этом городе полицейский вновь отличился во время усмирения пьяных рекрутов, устроивших погром. Вскоре после этого его назначают уже приставом.
В 1907 году его переводят в Новониколаевск, где назначают помощником пристава Закаменского полицейского участка, который располагался в самом преступном районе города — Закаменской части.
Осенью 1909 года Бернхард Висман назначен начальником Новониколаевского городского полицейского управления.

## Раскрытия преступлений

### Обезвреживание преступника в поезде
В 1906 году во время поездки в отпуск в родную Ригу Висману удалось поймать Тимофея Шабанова, который занимался грабительством в поездах. Последним его преступлением было ограбление жандармского поручика. Когда поезд уже приближался к Москве, Висман вошёл в своё купе и увидел в нём человека, незнакомец поднёс к горлу полицейского нож, но Висман повалил преступника и связал его. Тем не менее, награда за поимку грабителя досталась не ему, а жандармским офицерам.

### Поимка В. Лодзинского
Летом 1908 года, уже в должности пристава Новониколаевска, Висман сумел задержать известного преступника В. Лодзинского. Полицейский знал, что на Каинской улице в Новониколаевске живёт его любовница. Во время обхода этой улицы он решил проверить её дом, однако стражам порядка никто не открыл дверь. Тогда Висман отправил одного полицейского в участок за подкреплением, а сам остался с двумя городовыми. Через некоторое время из окна второго этажа выпрыгнул Лодзинский, который стал убегать. Его было хорошо видно благодаря лунной ночи и надетой на нём белой одежде, тем не менее полицейским не сразу удалось его задержать, к тому же Лодзинский стал стрелять в них. Один полицейский был смертельно ранен, в Висмана также попали два выстрела. Преступника удалось поймать лишь возле реки Каменка.

### Дело фальшивомонетчиков
В 1909 году Висман провёл удачную операцию по разоблачению деятельности фальшивомонетчиков. Поддельные деньги изготавливались в Закаменской части Новониколаевска артелью слесарей-кузнецов. Летом 1907 года в газете «Обь» была напечатана статья об особенностях распространявшихся фальшивых монет. Первые попытки разоблачить преступников была предпринята накануне 1908 года, затем — в 1908 году. Лишь в феврале 1909 года Висману удалось разоблачить фальшивомонетчиков — Аполлинария Шкумата, Протопопова и Скиперского. Во время обыска у злоумышленников изъяли гипсовые формы для литья, пресс-формы для изготовления фальшивых денег и 16 фунтов металлического сплава.

## Преступная деятельность Висмана
Несмотря на многие заслуги в борьбе с преступностью Висман сам совершал многочисленные правонарушения: брал взятки, занимался поборами, способствовал деятельности нелегальных публичных домов и т. д.

### Нелегальные дома терпимости
При Висмане в Новониколаевске действовало 113 нелегальных домов терпимости, каждый из которых платил полиции 300 рублей в месяц, при чём их владельцы должны были отпускать работавших там девушек лишь в трактир Чиндорина, его совладельцем был полицмейстер.

### Поборы с евреев
Висман взимал плату с евреев, которые не могли на законных основаниях проживать за так называемой чертой оседлости. Они вынуждены были выплачивать полиции деньги за право жить в Новониколаевске. Например, Шапошник Самойлов платил каждый месяц Висману 50 рублей и, кроме того, должен был шить полицейским к каждому сезону шапки.

### Поборы с предпринимателей
В числе самых значительных нелегальных доходов для новониколаевской полиции были кабаки. Так, с трактира «Лондон», который открыл Гуренков, приехавший в Новониколаевск с 20 000 капитала, полиция ежемесячно взимала 93 рубля, из них 50 рублей забирал Висман, 30 — пристав Чукреев, 10 — полицейский чиновник и 3 — старший городовой. Кроме того, полиция бесплатно пользовалась услугами трактира («пила, ела и пьянствовала здесь с девицами»). Через некоторое время владелец перестал давать взятки, так как его финансовые дела ухудшились. Тогда ему подкинули прокламацию, которую затем «обнаружила» полиция. Гуренкова арестовали, продержав 14 суток в заключении, пока его не выкупила жена. После этого Гуренков предложил по его документам торговать в трактире некому Сушкевичу, который должен был за это выплачивать ему ежемесячно 20 рублей. Сушкевич согласился, однако Висман сразу потребовал с него 300, а спустя два дня — 275 рублей. На четвёртый месяц его работы полиция стала просить ещё 100 рублей, однако предприниматель сказал, что ему нечем заплатить. Полицмейстер несколько раз напоминал ему о деньгах по телефону и вызывал в полицию. После безрезультатного вымогательства полиция пришла в трактир и арестовала Сушкевича с пятнадцатью посетителями, которых задержали на сутки. Впоследствии Висман продолжал вымогать деньги у Сушкевича.
От рук новониколаевской полиции погиб другой предприниматель — уроженец Украины Полевик, который переселился в Новониколаевск и создал здесь трактир «Полтава». Начальнику полиции не понравилось название, и он потребовал переименовать трактир в «Москву». Заведение оказалось очень доходным, однако его владелец разорился. За два года работы «Москвы» Полевик отдал Висману 9000 рублей. Когда предприниматель перестал выплачивать деньги, его привели в полицию и «так исполосовали резинами что несчастный на третий день умер».
Из-за полицейского произвола также пострадали: хозяин ресторана Лапшин, владельцы ресторанов 2-го разряда Поваженко («Биржа»), Зайцев, Быков, содержатели трактиров 4-го разряда Пудовкин («Волга»), Зайцев («Одесса») и т. д.
Разорённый полицмейстером содержатель ресторана «Луна» Мартынов перешёл работать к двум предпринимателям-грекам, открывшим учреждение «Новый Свет», с них Висман взял 500 рублей за право торговли. Во время появления в городе чиновников, приехавших расследовать деятельность городской полиции, один из компаньонов этого заведения пожаловался на вымогательство, после чего Висман забрал у грека паспорт, арестовал его, а затем выслал по этапу из Новониколаевска под предлогом отсутствия у него документов.
Со всех мелочных лавок полиция взимала по 5 рублей в месяц, при этом им разрешалось продавать водку и пиво.
В сентябре 1909 года приехали предприниматели Карякин и Герони для создания в Новониколаевске цирка и устроили торги для выгодной сдачи циркового буфета, за который предлагали 150 и даже 200 рублей, однако Висман потребовал сдать буфет своему компаньону Чиндорину за 100 рублей, при этом с разрешения полицейского некоторое время буфет нелегально торговал водкой и папиросами.
Висман мог специально затягивать подписание нужных для предпринимателей документов, из-за чего вызывал к себе большое раздражение. Так, известный в городе предприниматель Елинек долго не мог добиться от Висмана подписания акта на право открыть новую пивную:

В течение двух недель по 3 раза ежедневно Елинек ездит в полицию за актом безрезультатно и, наконец, обозлённый, выбрасывает в присутствии чиновников и посторонних посетителей полиции 25 руб. золотом и требует выдачи документа. Висман смутился этой выходкой, подписал акт и возвратил деньги Елинеку, но стал мстить ему и систематически допекать, обещая вогнать эту строптивость в 500 руб.; он, например, послал в одну из его пивных полицию для ареста прислуги приказчика, якобы подозреваемой в тайной проституции.— Обыкновенная история (Из мемуаров Ново-Николаевской полиции)

### Возможное влияние на законотворчество Новониколаевской городской думы
Висман предположительно мог влиять на правовую сторону городской жизни. Один из экипажных мастеров Кучин занял ему 300 рублей и напомнил полицейскому о долге. Висман объяснил, что не может отдать деньги, но сказал, что проведёт через Думу постановление «об обязательном типе экипажей и содержании их в надлежащем виде», а заказчиков будет отправлять только к нему. В результате у Кучина увеличился заработок, а извозчики были вынуждены сдавать ему на ремонт свои экипажи, которые могли быть совершенно в исправном состоянии, в противном случае у них отбирали разрешения на выезд.

## Судебный процесс
В 1914 году начался судебный процесс над полицмейстером и некоторыми другими работниками городского полицейского управления. Висман, приставы Ф. В. Курницкий, А. В. Чукреев, околоточные надзиратели М. Н. Дубогрей и В. В. Пацановский были приговорены к восьми месяцам арестантских рот.

## Смерть
По одной версии Висман был арестован и расстрелян в Алма-Ате в 1938 году, по другой — арестован в Риге в 1940 году и убит в ноябре этого года в лагере уголовниками.

## Оценки
С большой симпатией к Висману относился томский губернатор Карл Нолькен, о чём свидетельствует губернаторский приказ № 80 от 31 мая 1908 года:

В Ново-Николаевске, как мне известно, за последнее время прекратились грабежи и убийства, жители города имеют возможность безопасно передвигаться по городу во всякое время дня и ночи и представившаяся мне депутация горожан и купечества засвидетельствовала свою благодарность за введение новых условий в городе, благодаря организации полиции под руководством вновь назначенного заведывающего. Относя виденное и известное мне о Ново-Николаевской полиции к энергии и усердию заведывающего полицейскою частью Коллежского Регистратора Висмана, считаю своим приятным долгом выразить ему на это свою благодарность.
В этом же приказе губернатор отмечает хорошее состояние пожарной команды города, повторно выражая ему благодарность:

Зная, что по поручению Городской Управы приведением в надлежащий вид пожарной команды занялся Заведывающий полицейскою частью Коллежский Регистратор Висман, и видя достигнутые им результаты, считаю своим долгом выразить ему свою признательность и за эту ценную для города работу.